# 仮面ライダーキバ
『仮面ライダーキバ』（かめんライダーキバ、欧文表記:MASKED RIDER KIVA）は、2008年1月27日から2009年1月18日まで、テレビ朝日系列で毎週日曜8時から8時30分（JST）に全48話が放映された、東映制作の特撮テレビドラマ作品、および作中で主人公が変身するヒーローの名称である。字幕放送を実施。ハイビジョン制作（アナログ放送ではレターボックス放送）。また、仮面ライダーシリーズとしては初のデータ放送対応作品でもある。
平成仮面ライダーシリーズ第9作目に当たる。キャッチコピーは「覚醒（ウェイクアップ）! 運命（さだめ）の鎖を解き放て!!」「それはバイオリンをめぐる、父と子の物語…」。

## 概要
石ノ森章太郎生誕70周年記念でもあり第1話冒頭でこのテロップが出された。
モチーフには敵の記号として分かりやすく、人間の天敵でもある「吸血鬼」を採用し、随所に西洋ホラー的な要素・演出が取り入られている。
大きな特徴として挙げられるのが、紅渡を主人公にした現在（2008年）と、その父である紅音也を主人公にした過去（1986年）のストーリーが独立して存在し、それぞれが並行して描かれることである。過去と現在の展開がオーバーラップしたり、現代で「結果」だけ提示された事象の経緯が過去で解説されたりと、親子二人の物語が密接に絡み合い、過去が現在に、そして、現在と過去が交じり合いながら影響を与えながらストーリーは展開していく。
並行して、現代と過去の二つの物語を描くというのは前年に流行した海外ドラマ『LOST』が影響しており、本作品ではドラマの構造にチャレンジするため、現代と過去を同じ分量で描くものとなった。その二つの物語を繋ぐアイテムとして、同じ形で何百年も使用されているバイオリンが親子2世代の時代を経て変わらずに残っているものの象徴として設定された。

## あらすじ
1986年。世間には人間に化け人間の生命エネルギー・ライフエナジーを吸って生きるモンスター・ファンガイア族が跳梁跋扈し、それに気づいた数少ない人々がファンガイアと戦いを繰り広げていた。ある日、腕利きのファンガイアハンターである麻生ゆりはターゲットであるファンガイアを追い詰めたものの、彼女に惚れたらしい1人の男の乱入により取り逃がす。ゆりの叱責を気にもせず彼女を口説きに掛かる男の名は、紅音也。天才バイオリニストである彼は、こうしてファンガイアの存在を知ることとなる。
それから22年経った2008年。ゴーグルにマスクという奇妙な姿で、ゴミを漁っては魚の骨を拾って回る怪しげな青年がいた。彼の名は紅渡。音也の息子である彼は、父の遺したバイオリンブラッディローズを超えるバイオリンを作るためにバイオリン職人として修行を続けていたが、他人との接触を極端に嫌う内気な性格のため彼方此方でトラブルを起こしていた。
そんなとき、22年前に逃がしたファンガイアが再び出現。ゆりの娘であるファンガイアハンター・麻生恵が戦いを挑むも、その力に圧倒され危機に陥る。その時ブラッディローズの弦が突如として震え始め、それを聞いた渡は本能に突き動かされるようにファンガイアの元に向かう。奇妙な姿をしたコウモリ・キバットが渡に噛み付いた瞬間渡の身体は鎧に包まれ、異形の姿＝仮面ライダーキバへと変貌を遂げた。こうして、父と息子、22年にわたる運命の物語は幕を開けた。

## ファンガイア族
人間の姿を借り、人間の生命エネルギーライフエナジーを糧として生きるモンスター族の一種。名称は「ファング（噛む）」「ヴァンパイア（吸血鬼）」から作られた造語である。全てのファンガイアのデザインに名称に明らかな固有の生物とは別に鳥の意匠が含まれており、後述の真名もそれに関連、連想されたキーワードが含まれる。そのため本作品では鳥類をモチーフとした怪人は登場しない。
空中に2本の巨大な光状の牙吸命牙を召喚し、それを人間の首筋に突き刺すことによってライフエナジーを一気に捕食する。襲われた人間の体は命の色が失われ、ガラスのような無色透明の「モノ」と化し、最終的に砕け散る。なお、最終決戦ではガラスのような無色透明になった後に大爆発するシーンも見られる。
怪人態になる時、もしくは上記のライフエナジー捕食の際には、瞳と顔の下半分に派手なステンドグラス状の模様が浮かび上がる。
各自が人間社会での名前や一族の勲章の他に、固有の詩的な真名を持つ。だがファンガイア族の中にもそれぞれ分類が存在し、動物に似た姿をしていることから青空の会では通常は「（外見から彷彿させる動物名）+ファンガイア」と呼称されている。節足動物に似るインセクトクラス、陸上生物に似るビーストクラス、水中生物に似るアクアクラス、爬虫類に似るリザードクラスの4つの形態クラスが存在しその形は多岐にわたる特徴を持つ。
ステンドグラスに似た外観の皮膚を備え、本来の姿ではその皮膚に人間体の顔が映り会話することができ、戦闘時には皮膚から専用の武器を召喚する。中には人間体の顔を写さなくても会話できる物もいる。また、同族であっても、チェックメイトフォーなど個体ごとに戦闘能力の差異がかなり激しい。
「人間を食料として見る」以外、思考・行動様式は人間とほとんど変わりがなく、多くがごく普通に人間社会に溶け込んで生活している。ただファンガイアは人間と比較して圧倒的に長命（青年期までの成長スピードは人間と同一だが、老化は極めて遅い）、老化しにくい肉体のカモフラージュのために時代ごとに様々な職業を転々としながら長い年月を過ごしている。
思考が人間とほぼ同等なため、時に餌であるはずの人間に惹かれ、恋愛関係に至るファンガイアもいるが、これはファンガイアにとって最大級の禁忌であり、人間と結ばれたファンガイアには「クイーン」により制裁が下される。基本的にはこの禁忌を侵さない限りは、チェックメイトフォーの管理下の元、各自が自由意志で生活をしている。そのため、同族で争う者たちもいたり、チェックメイトフォーの座を狙う野心家もいるなど、行動は千差万別である。
死亡した場合は肉体がガラス体となって砕け散り、その残った1体分のガラス体に替わりのライフエナジーを用いることで、明確な意思を持たないリビングデッド的状態で再生させる技術が存在する。欠片自体はいずれ消滅してしまうが、生前の意志を持つ完全な蘇生には通常捕食量の5倍以上のライフエナジーが必要になる。ライフエナジーの蘇生はファンガイアの生命力に比例し、特にバットファンガイアなどの大きな生命力を有する個体の蘇生には天文学的な量のライフエナジーが必要になる。なお、寿命以外の要因で死んだファンガイアからはライフエナジーのみがエネルギー球となって浮かび上がり、これらはサバト（後述）の原料となる。これらのファンガイア再生術は、一族の中でも位の高い貴族階級やチェックメイトフォーなど、ごく一部の高位のファンガイアのみが習得している。
キング（バットファンガイア）や『ディケイド』に登場する女王ユウキ（ソーンファンガイア）のように、最上位に位置している者は同族から能力を奪うことや異なる存在に能力を与えるなどと一族の力を移し換えることが出来るのではないかと考えられている。
ファンガイア族自体は数あるモンスターの種族の一種で、後述の様々な12種の種族が所属するが、いずれもファンガイアほどの隆盛は得ておらず、一族代々ファンガイアに仕える者もいる。例外的に劇場版の「レジェンドルガ族」のようにファンガイアをも凌ぐほどの強力なモンスターの種族も存在する。
最終話でD&Pが人間と共存できる方針を持つようになったが、未来ではネオファンガイアという新たな脅威が存在している。
- 前作『電王』のイマジンが饒舌で、スポーティーな戦いのために殺伐さが薄くなっていたことから、ライダーらしい怪奇性な方向性に戻すため、ヒーローの原典であるすごく強い敵をヒーローが倒すことでカタルシスが生まれるという属性となった[2]。
- モチーフが吸血鬼のため、何かを吸う生物という案が出たが、蝶や蚊などかなり狭い対象範囲になることから、限定したモチーフではなくスタイルで統一性を出すこととなり、ゴシック調の雰囲気を出すものとして以前からデザインイメージの中にあったステンドグラス風の意匠がデザインコンセプトとなった[8]。モチーフは篠原が選定しているが、描いている途中で別のモチーフに見えてきたらそのモチーフに変更するという作業であったため、当初想定していたモチーフと最終的に合致しているものは少ないという[8]。ボタンや鎧など、具体的なパーツは付けないようにしている[13]。黒い部分に造形的な部分を凝縮し、色の部分は単に塗装表現をしただけで済ませ、造形の時間がない場合は色の部分を多くしている[8]。また、ハイビジョン撮影のため、シャドーを入れた造形物は塗装であると分かることから、原則としてシャドーは入れていない[8]。
- スーツは、上半身と下半身がツーピースで別々に作成され、下半身が後半に登場する別の怪人に流用されるものとなった[13][8]。

### チェックメイトフォー
数年ごとに候補者を見つけ選定された（特に候補者死亡・資格剥奪の場合など。同一人物の場合もある。）最強の戦闘能力を持ったファンガイアの「キング」「クイーン」「ビショップ」「ルーク」の4人で構成される。チェスの駒に相当する役割を持つ。各役割は「キング」はファンガイア族の支配者でありその命令は絶対的。ファンガイアの鎧であるキバ・ダークキバ・サガを装着する資格を持つ。「クイーン」は前述の通り、掟を破った同族の制裁やキングとの結婚や子孫の出産。「ビショップ」はキング・クイーンの補佐役や同族の監視。「ルーク」は護衛役だが最も気ままに行動することが多く、敵種族の棲む場所へと単身赴き、つぶしていく。彼らの道具を管理するチェックメイトフォーではない王室技巧匠の双子である「ナイト」「ポーン」も存在するが劇中未登場。
「キング」は過去編のキング（バットファンガイア）と現代編の息子の登太牙（ファンガイア態不明）、「クイーン」は過去編の真夜（パールシェルファンガイア（真夜））、現代編の鈴木深央（パールシェルファンガイア（深央））、「ビショップ」は両時代共通のビショップ（スワローテイルファンガイア）、「ルーク」は両時代共通のルーク（ライオンファンガイア）のメンバー。選定にはチェックメイトフォー自身を含む個々の意思ではなく、チェックメイトフォーの力そのものが候補者を選ぶ。

### サバト
高位のファンガイアのみが召喚できる、死んだファンガイアのライフエナジーを集合させることによって誕生する、巨大なオーラ集合体。個別によって体の色や腕の数が違い、体中に他のファンガイア同様ステンドグラス状の組織で覆われている。劇中では体の色が青・オレンジ・赤のものが登場。再生ファンガイア同様明確な意思は持たないリビングデッド状態で、サバトを召喚したファンガイアが生き残っている場合はその支配下に置かれ、いない場合は本能のままに暴れまわる。体から発する光弾や触手を武器とする。
ファンガイアがキバによって倒された場合は、エネルギー球となったライフエナジーはキャッスルドランやシュードランによって捕食されるため、そのファンガイアはサバトの原料となることはない。
劇中で犬飼伯爵（プローンファンガイア）が自分の魂と同じくファンガイアである5人の執事の死体のライフエナジーを合成したサバトは、六柱のサバトと呼ばれる。このサバトは復活に必要なライフエナジーが足りなかったため完全体ではない。
- デザインイメージはシャンデリア[8]。デザインの段階では、「巨大オーラ体」として呼ばれていたが、キャッスルドランと戦うための敵となるため、城のようなデザインとなった[15][8]。

## 本作品における魔族
世界各地の伝承として残るモンスターの原型となった生物の総称。全部で13種類おり、厳密には、「生物のライフエナジーを種族によって異なる方法で捕食し、異なる起源を持つ地球上に生息する知的生命体」の総称である。太古の昔にファンガイアが魔族の頂点に立つために世界制覇を掲げ、他の種族に侵攻が行われた。その際にファンガイアによる大殺戮や人間の増加や環境の変化により棲家を追われて、僅かな生き残りを残して根絶してしまっている種族が多く存在するも、中は利害関係の一致でファンガイア族と同盟関係の種族や降伏して隷属関係となり、根絶から逃れることができた種族も存在する。他の種族同士の交配は可能である。
ファンガイア族
闇夜の世界を支配するヴァンパイアの一族。この世に存在する13の魔族の頂点に君臨する最強の種族である。上記を参照。
キバット族
蝙蝠に似た体形を持つ小型のモンスター族で人間以上に知能が高いとされる。「魔皇力」と呼ばれる魔族の潜在能力を引き出すコントロールに長けた種族で、ファンガイアの鎧のコントロールに使われていることが多いため、ファンガイア族とは同盟関係である模様。一様にプライドが高く、キバットバット家やモトバット家などの名門の家系が数多く存在する。特に本作品に登場するキバットバット家はファンガイアよりキバの鎧を直接体内に封じられ、装着の最終決定権を持つ。
ウルフェン族
狼男の伝承を残す種族。月の満ち欠けによって力のボルテージを上げ、その俊足を生かしたスピード戦では他の種族に勝る。ファンガイアと同じくライフエナジーを主食とする。元来は野生的な狩猟民族であり、群れで行動することが多く、同族間の結束力が強い。チェックメイトフォーのルークによってガルルを除くウルフェン族は根絶されている。
マーマン族
世界中に半魚人の伝承を残す種族。日本では河童の伝承を残している。主に湿地帯や人里離れた水域に生息し、他の生物のライフエナジーを糧とする。非常に視力が良く、水中活動力にも陸上活動力にも長けている。また、他の魔族と比べて非常に長命な種族であり、中には1,000歳に届こうかという個体も存在した。この種族にはメスが存在しないという大きな特徴を持ち、後述のマーメイド族とは共生関係にある。何らかの理由によりファンガイアによって根絶され、バッシャーだけが生き残っている。
フランケン族
他の種族より歴史が浅い種族。1700年代に生まれたフランケンシュタイン博士が作り出した人造人間フランケンシュタインの怪物を始祖とする。培養によって種を増やすことが可能で、交配能力を得ることに成功した後は徐々にその個体数を増やしつつあったが、ファンガイアによって種は根絶され続け、今ではドッガだけが生き残っている。知能はあまり高くないが、純真無垢で仲間に対しては恩義を尽くす性格を持つ。全ての魔族の中で最も腕力に長けた種族で、その剛腕はファンガイアでさえ脅威に感じたほど。
ドラン族
世界各地に竜の伝説を残す竜の一族で、グレートワイバーン、ガオーラ・ドラン、ゴルディワイバーン、エルドラゴンなど様々種類が存在する。性質は非常に凶暴で、その強固な皮膚はファンガイアによって度々武器や鎧の素材にされたり、戦闘用の魔獣や移動要塞として使われた。キャッスルドランやタツロットがそれにあたり、ファンガイアのキバの鎧やレジェンドルガのアークの鎧の一部に使われているのがドラン族の皮膚である。基本は凶暴な魔獣の種族であるが、タツロットの元になるゴルディワイバーンなどの特異な例では高い知能と他種族とのコミュニケーションをとる能力を持つために、魔皇力の制御キーとして転用された場合がある。
レジェンドルガ族
劇場版に登場。どの種族とも違う形体と種族間の統一性のない外見を持ち世界中に残る様々なモンスター伝承を残す異形の種族。人間の悲鳴を聞くことを至上の喜びとしており、仮面ライダーアークをロード（王）として崇めている。他の種族を洗脳、奴隷化して同族へ転化させて数を増やす特性を持つ。ファンガイア族よりもさらに高次の存在だと自負し、この世の支配者となろうと目論んで太古の昔にファンガイアと大戦争を繰り広げたが、最後にはダークキバの手によりほぼ全滅した。
マーメイド族
設定のみで、作中に該当するキャラクターは存在しない。大きな尾びれと人間に似た上半身を持ち、世界中に人魚の伝承を残す種族。メスのみで構成された種族で、交配には共棲関係であるマーマン族が必要となる（遺伝上は完全な水棲種族で陸上の生活ができないマーマン族）。ファンガイアによる侵攻から逃れるも、19世紀に人間によって狩られ、かなりの数が減少している。その上マーマン族が滅びかけているために滅亡の危機に曝されている。
ゴースト族
設定のみで、作中に該当するキャラクターは存在しない。肉体を持たない霊魂のみの存在で、他生物へ憑依して災いを起こす精神生命体の種族。肉体を持たぬゆえに個体での戦闘は不可能で、何かしらに憑依することで人間や他の種族に接触し、そのライフエナジーを吸う。
ギガント族
設定のみで、作中に該当するキャラクターは存在しない。世界各地に巨人や雪男の伝承を残す身の丈が10メートルにものぼる巨人の一族。サイクロップス、イエティなど様々な種が存在し、一様には高地や雪山になどに潜み生活している。滅多に遭遇することがない種族であるが、3WAによってギガント族イエティクラスの個体が捕獲され、この個体の持つ冷気属性と巨大な爪の力を転用して仮面ライダーレイが開発された。このことや、目撃される個体が未だ確認されることからもわかるように、他の種族同様にファンガイアの侵攻を受けたと思われるが、種の根絶には至ってない模様。
ホビット族
設定のみで、作中に該当するキャラクターは存在しない。ギガント族の対極に立つ小人の種族で、成長しても身長10センチメートル程度にしかならない。人畜無害な種族で、主に森林に生息して自給自足の生活を営む。争いを好まない完全なる平和主義民族で、ファンガイアの侵攻を受けた際も即時に投降し、隷属することで種の根絶は逃れている。
ゴブリン族
設定のみで、作中に該当するキャラクターは存在しない。極めて獰猛で好戦的な鬼の種族。同族間での争いが絶えず、常に戦いの対象となる敵を求め探している。他種族の肉を食らい、その骨をコレクションする嗜好を持つ極めて残忍な性質を有する。その性質ゆえか世界制覇に乗り出したファンガイア族と最初に対立した種族であり、死闘を繰り広げたが、サガの鎧を纏った初代キングとチェックメイトフォーが率いたファンガイアの軍勢により、種を根絶された。
人間族
ファンガイアが最後の根絶対象としていた種族。最も異質な種族であり、他の魔族と比べて寿命が短く身体能力も劣るにもかかわらず、多くの知識や文化などを生み出しており、生物としての本能を優先する魔族たちと違い、生物の本能よりも愛や勇気など精神論を説き平和を謳うという特徴を持つ。一方で、種族間の統一性がなく、クラスの違いを人種として考えている。その結果、多彩な言語を生み出し、国を造り、種族間の愛憎や欲望から争いを引き起こしながらも、13の魔族の中で最も生息範囲を広げており、個体数においては他種族を凌駕している。その異質ぶりから、一見すると魔族で無いように見えるが、その実は他の動植物などの生命体の命（＝ライフエナジー）を糧にしているため、本質的には他の魔族とは差ほど変わらない。また、他の魔族との交配によって、魔族の力を備えた子を産むことも出来る。彼らの生み出した社会や文明は、自分たちが魔族に属していることや、他の魔族の存在さえも忘れてしまうほどに膨れ上がり、その他の種族はその社会に同化して生活をしている。基本的に他の魔族たちからは無力な「ライフエナジー」を得るための餌として見られているが、闇の世界で跋扈するファンガイアなどの存在に気付いた一部の人間たちは、ファンガイアに対抗するために「素晴らしき青空の会」や「3WA」などの組織を結成して人知れず戦いを繰り広げている。ほとんどのファンガイアは、自分たちより遥かに劣る、ライフエナジーを得るための餌としてしかみていないが、一方で、人間の生み出した文化に惹かれる者や、同化して暮らす間に恋愛や友情などの感情を持つファンガイアがおり、これなどがファンガイア内の造反者となり、完全根絶の妨げになるという現状に陥っている。現代では余りにも多くなりすぎた上、強力な兵器を数多く生み出し、さらには自らを滅ぼす兵器さえも生み出しているため、迂闊に戦争を起こせば泥沼の争いとなったり、逆に駆逐されてしまうという危険が発生するだけでなく、最悪の場合星そのものを滅ぼしかねないため、ファンガイアたちは人間を滅ぼさずに管理を行うという考えにシフトした模様。

## 素晴らしき青空の会
ファンガイアを殲滅するために結成された民間による対ファンガイア対抗組織。嶋護が会長を務める。具体的な規模や会員の数は不明だが、警察や各企業に太いパイプラインを持ち、会員が犯罪を犯した際でも揉み消し得る権力を有する。
ファンガイアとの直接的な戦闘を行なう「戦士」を訓練する他、戦士の武器や兵器の開発、諜報やファンガイアの研究なども行なっている。
略称としては、「青空の会」などが使われている。特定の活動拠点はないらしく、嶋を中心とするメンバーが主に集う場所は、後述のカフェ・マル・ダムールや嶋が所有していると思われるスポーツジムである。会の運営は嶋財団の資産の他、複数の支援者による多額の寄付金で賄われている。
主な開発装備
イクサシステム
仮面ライダーキバの登場仮面ライダー#仮面ライダーイクサ参照
ファンガイアスレイヤー
過去編で使用された、イクサシテムよりも前に開発された対ファンガイア用の携行暗器で、青空の会の正式会員の証にもなる。二分割させることもできる2つのパーツを組み合わせ「S」ボタンで近距離戦闘用・剣型のソードスタイル・「W」ボタンで中距離戦闘用・ムチ状のウィップスタイル・刃を収納してパーツを組み変えることで投擲用のブーメランスタイルの3形態に変形する。鋼鉄製の刃はファンガイアにもダメージを与えることができるほど研ぎ澄まされてはいるが威力不足であるため、何度か折れたこともあった。
主にゆりがファンガイアとの戦いで常用していたが、音也や次狼も使用したことがある。また、現代編で恵と嶋も使用した。
ファンガイアバスター
現代編で使用されている、対ファンガイア用の携行暗器。普段は銃口から高所の昇降用に利用される強力な牽引力と鞭のような打撃力を持つフックを射出するフッキングウィップスタイルで携行するが、銃身下部に弾倉を装填し、銃口両脇の羽根状のパーツを展開することで、銀の小型の矢を発射する中距離戦闘用のボウガンスタイルとなる。
主に恵が常用しているが、青空の会の臨時会員となった渡や健吾も、カラーリングが異なるものを使用している。
対ファンガイア用ライフル
嶋がキバ打倒に有効と判断して投入した試作段階の銃器。
名護と恵が使用した際には、狙撃失敗となったが、後に健吾がビショップを牽制するために使用した際や、嶋が再生ファンガイアに銃撃した際には、それぞれ効果を発揮している。

関連施設・関連組織
嶋財団
嶋護が会長を務める財団。公開されていない組織である素晴らしき青空の会に所属する研究施設などは、表向き、この財団に属していることになっている。
人間工学研究所
嶋財団（素晴らしき青空の会）の一研究所。麻生ゆりの母、麻生茜も所属し、25年前からイクサシステムの開発を行なっていた。ゆりが学生だった1984年、ルークによって研究員全員が抹殺されている。
進化生物研究所
元・青空の会の研究者であった神田博士が設立した研究所。外部装置ではなく、生物自体に特別な力を移植することで生物を強化する神田博士の考えの下、人間やファンガイアに他のファンガイアの力を融合させる研究を行なっていた。
神田博士が殺されたことで、その研究成果はD&Pに引き継がれた。

## その他の設定
ブラッディローズ
ストラディバリウスを超える物を作りたいと以前から願っていた紅音也が、真夜から「100年に一度の才能を活かすためのバイオリンを作り持つべき」と勧められ、2人で作り上げた究極のバイオリン。スクロール部に女性の顔が彫刻されている。
本体が出来上がった後、真夜からのアドバイスで音也は「全ての人間が心に奏でている音楽を守りたい」という祈りを込めて完成させ、以後愛用のバイオリンとする。
現代では紅渡が受け継ぎ、普段は紅邸のバイオリン工房の壁面の棚の中のガラスケースに展示されており、渡はこのバイオリンを越えるものを作ろうと日々研究を重ねている。そして悪事を働くファンガイアが出現すると、その波動に反応し、意思を持つかのように自動的に不思議なメロディを奏でて渡に知らせる。
後にヒビが入ってしまい本来の音が出なくなるが、その際渡は修理するだけでなく、「僕の音楽でみんなを幸せにしたい」という自身の祈りを新たに込めたことで修復に成功した。
最終話で渡が名護と恵の結婚式で、祝いのメロディを奏でる際にも持ち出している。

D&P（）
登太牙が社長を務める投資会社。正式名称はDEVELOPMENT & PIONEER。
ファンガイアが世界を支配するため、その研究や、人類がファンガイア以上の存在をつくることを妨害するため、その技術の買収などを行ないつつ、開発者を暗殺している。
重役や社員はほぼすべてファンガイアによって構成されている。

カフェ・マル・ダムール
木戸明が店長（オーナー兼マスター）を務める喫茶店。次狼が一万円札を躊躇なく払うなど、コーヒーの味は絶品。店内ではマスターの飼い犬であるゴールデンレトリバーのブルマンが放し飼いにされているが、名護と恵の結婚式の際にはブルマンがお産であったため、代犬のさゆりちゃんが店にいた。
青空の会、取り分け名護啓介などが所属する関東支部の会員が嶋から指令を受け取る場所になっており、彼らが任務に関する行動を行なう際は、一時的に営業を中断する。
4人掛けのテーブルが3卓と、カウンター席が6席、そして店の奥にある2人掛けのテーブル席が1卓ある。
壁には1982年の開店以来、毎年1枚ずつ増えている年代が刻まれたイヤープレートがかけられており、過去編と現代編を見分ける指標の一つとなっている。また、カウンター席の椅子も、過去編では回転式の木製の丸椅子だったが、現代編では明るい色のパイプと木材を組み合わせた四角い椅子に変わっている。

## キャスト
芳賀優里亜（『仮面ライダー555』）、松田賢二と村田充（『仮面ライダー響鬼』）の3人の平成仮面ライダーシリーズOB・OGが再度レギュラー出演、前作『仮面ライダー電王』にゲスト出演した小越勇輝もレギュラー出演している。各話ゲストにおいても平成仮面ライダーシリーズ出演経験者が多く起用されている。
他にも、小池里奈（『美少女戦士セーラームーン』）、高原知秀（『超星神グランセイザー』）、加賀美早紀（『ULTRASEVEN X』）、山本匠馬（『牙狼-GARO-スペシャル 白夜の魔獣』）など、過去に特撮ヒーロー番組にメイン格で出演した経験を持つ俳優もレギュラー出演している。また山本はテレビシリーズ出演に先行して、劇場版にも異なる役柄で出演している。
前作『電王』で試みられた声優のレギュラー起用は、人型の怪人が主であった『電王』に対し、非人型のモンスターに焦点が当てられた。

### レギュラー・準レギュラー
- 紅渡 - 瀬戸康史
- 紅音也、紅正夫（最終回） - 武田航平
- 名護啓介 - 加藤慶祐（3 - 14,16 - 48）
- 麻生恵 - 柳沢なな（1 - 9,11 - 14,16 - 44,46 - 48）
- 麻生ゆり - 高橋優（1 - 46,48）
- 野村静香 - 小池里奈（1 - 9,11 - 17,19,20,25,27,29 - 31,33,34,36,37,40,41,46,48）
- 次狼[注釈 5] - 松田賢二（2,4 - 24,27 - 31,35 - 41,44 - 48）
- ラモン[注釈 5] - 小越勇輝（2,6 - 9,13 - 15,17 - 19,21,23,24,28 - 31,35 - 37,39 - 41,45 - 48）
- 力[注釈 5] - 滝川英治（2,6,7,9,13 - 15,17,18,21 - 24,28 - 33,35 - 37,39 - 41,45 - 48）
- 木戸明 - 木下ほうか（1 - 12,14,16,17,19,21 - 23,28,33,37,41 - 45,47,48）
- 嶋護 - 金山一彦（1 - 4,6 - 15,18,21,22,25 - 31,34,35,39 - 43,47,48）
- 襟立健吾 - 熊井幸平（11 - 14,19 - 24,27 - 31,34 - 42,48）
- ルーク - 高原知秀（15,16,19,20,25,26,29 - 31）
- 真夜 - 加賀美早紀（20,23 - 28,30,32 - 48）
- 鈴木深央 - 芳賀優里亜（21 - 26,29 - 43,45）
- ビショップ - 村田充（25,26,28 - 32,34 - 41,43 - 48）
- 登太牙 - 山本匠馬（32 - 48）
- キング - 新納慎也（36 - 46）
- 糸矢僚 - 創斗（1,5,6,11,12,25,26）

### 声の出演
- キバットバットIII世、キバットバットII世、キバットバットIV世（最終回）、ナレーション[注釈 6] - 杉田智和
- タツロット - 石田彰（24 - 48）
- スパイダーファンガイア、他ゲストのファンガイア - 塩野勝美

### 主なゲスト
- 主婦 - 真下有紀、須永千重（1,5,36）、長谷川香苗（5）
- 野次馬 - 吉田祐健（1）
- 警官 - 鬼頭真也 (1）、伊藤俊（13）、おぐらとしひろ（18）
- カメラマン - 森田猛虎（1,5,23）
- 秘書 - 井上美琴（1）
- 部下 - 小野正幸、市川清 （1）、松澤仁晶（34）
- 参列者 - 所里沙子（1）
- そばや店主 - 中沢青六（2）
- 若い男 - 塚田知紀（2）
- 小金井 - 岡田正（3,4）
- 堺 - 渡辺火山（3,4）
- 新聞勧誘員 - 酒巻誉洋（3）
- 賞金首 - デイヴィッド・リッジス（3）
- 警察官 - 岡野友信（3）、宮沢天（8）
- カップル - 保科光志、岡田あがさ（3）、松原末成、坂本和代 (7）、佐藤めい、浅野将一（23）、下川真矢、山崎静香（26）、浅野有貴、中野亜紀子 （30）
- ディーラー - オランプ・マルシェ（3）
- 立川裕二 - 加賀谷圭（4）
- ウェイター - 羽田陸生（4）
- おじさん - 松田章（5）
- 執事 - 神本十兵衛（7）
- 客 - 平田実（7）
- 名護啓一 - 並樹史朗（8）
- 不審な男 - 井口中（8）
- 若い女 - 畑中愛音（8）
- ストリートミュージシャン - 宮田大資、小林伊織、玉寄大樹（9）
- 定食屋店主 - 中野順二（9）
- バイオリニスト - 大貫聖子（9）
- オークショナー - 津村和幸（9）
- 麻生茜 - ひがし由貴（11, 31）
- イケメンズ - 吉成翔、宮本行庸、阿部真也（11）
- 矢追正孝 - 永瀬尚希（13）
- 画家志望の青年 - 光宗潤（13）
- 女性 - 大橋るみ子（13）、小松瞳（27）
- プロ野球志望の青年 - 兼子和大（14）
- 天野恵里子 - 西田奈津美（15,16）
- 天野照義 - 石原辰己（15,16）
- 通行人 - 杉本雄司（15）
- ジョギングをする男 - 吉原大地（15）
- 宝くじに当たった男 - 村上和彦（15）
- 常連客 - 鬼界浩巳 (16）、北村伝次郎、水上雅人（22）
- キャンギャル - 幸城まなみ（16）
- 倉沢マミ - 遊井亮子（17,18）
- バイオリン少女 - 山﨑怜奈（17,18）
- オーディションのライバル - 豊田有紀（18）
- 霊能者 - 樋浦勉 (19）
- メイド - 池田愛、積田佳代子（19）
- 襲われた女 - 奏乃柚子（19）
- 高校生 - 岩村武瑠、髙橋和喜、西原信裕（19）
- 医師 - 窪園純一（20）、中野剛（24）、田村三郎（30）
- 花嫁 - 橋口未和（20）
- 久美 - 橋本愛実（21,22）
- あゆみ - 花井ゆき（21）
- 幸江 - 織田菜月（21,22）
- 啓子 - 土方みなみ（21）
- 幼い音也 - 丸山歩夢（21）
- 幼い久美 - 福本史織（21）
- 女性客 - 武井睦（21）
- 焼肉屋店長 - 中村良平（21,22）
- 豆腐屋 - 荒谷清水（21,22）
- 涼子 - 清水美那（23,24）
- 役人 - 藤島源寛（23）
- 弁当屋店員 - 薬師寺順（25）
- トンネルの男 - 高橋玲（25）
- 棚橋 - 小川敦史（27,28）
- 刑事 - 林洋平（27）
- 幼い渡 - 板垣陽平（27,31,32,38,40,41）
- 幼い太牙 - 岸澤優吾（27,31,32）
- 麻生光秀 - 中山麻聖（29 - 31,48）
- 占い師 - 山口年男（29）
- チンピラ - 森嶋將士（29）
- 母親 - 野々宮かおり（29）
- ヘビメタ男 - 小野正幸（29）
- 大道芸人 - えんじ則之（29）
- 看護士 - 小林音子、遠野祐紀（30）
- おばあさん - 土屋茂子（30）
- 手品師 - 石塚良博（30）
- MC - 鈴木コウタ（30）
- 風船の子供 - 立石翔大（31）
- アナウンサーの声 - 八巻博史（31）
- コメンテーターの声 - 菊池隆志（31）
- 研究員 - 長江健次 (32）
- 重役 - 野口雅弘（32,47,48）、坂口進也（32）、浜幸一郎（47）
- 強盗 - 川島麻有弥（32）
- 神田博士 - 飯田基祐（34,35）
- 脱獄犯 - 江藤純（34）
- 店主 - 及川達郎（34）
- 男 - 松村曜生（34）
- 医者 - 平井恵助（42）
- 花屋店員 - 中浜奈美子（42）
- ファンガイアの女 - 小野村麻郁（42）
- 医者 - 佐々木征史（44）

### スーツアクター
前作までサブライダーを主に担当していた伊藤慎と押川善文が仮面ライダーシリーズを離れたため、岡元次郎と永徳がサブライダーを務めた。仮面ライダーイクサのスーツアクターを務めた岡元は、イクサを演じるにあたり2ヶ月で10キログラムのダイエットを行い、知人から病気を疑われることもあったという。
麻生ゆり・麻生恵が変身した仮面ライダーイクサは、スーパー戦隊シリーズで女性戦士や女幹部を担当する蜂須賀祐一が務め、蜂須賀にとって初の仮面ライダー役となった。
- 仮面ライダーキバ[出典 2]、仮面ライダーダークキバ（キング変身時）[27][28]、ガルル[出典 3] - 高岩成二
- 仮面ライダーイクサ[出典 4]、仮面ライダーダークキバ[29] - 岡元次郎
- 仮面ライダーイクサ（麻生親子装着）[出典 5] - 蜂須賀祐一
- 仮面ライダーサガ[出典 6]、仮面ライダーダークキバ（太牙、音也変身時）[33][34]、ファンガイア[出典 7]、ドッガ[27][36]、仮面ライダーキバ（代役）[19]、スパイダーファンガイア[35] - 永徳
- バッシャー[27][37] - 神尾直子
- 再生ファンガイア[38]、ドッガ（最終話）[38] - 中川素州
- グリズリーファンガイア[39]、ファンガイア[40] - 今井靖彦
- その他 -  遠藤誠 [41] [注釈 7]、菊地雄人[42] [注釈 7]

## スタッフ
それまで多くの平成ライダーシリーズでサブプロデューサーを務めてきた武部直美が、連続ドラマでは初のチーフプロデューサーを担当する。メインライターは、『仮面ライダー響鬼』（後半）以来3年ぶりに井上敏樹が担当。クリーチャーデザインは、3度目のメインデザイナーを務める篠原保が担当する。
また、メインのアクション監督もこれまでの宮崎剛に代わり、スーパー戦隊シリーズで多くの作品を担当してきた竹田道弘が務めた。これにより従来の作品よりもワイヤーアクションが増えている。キバのスーツアクターを務めた高岩成二は、前作『電王』のインタビューで「20年近いキャリアの引き出しをすべて使い切った。もう振っても何も出ない」と述べていたが、本作品後のインタビューでは竹田が作品に新しい風を入れたことにより高岩の引き出しが増えたことを語っている。
- 原作 - 石ノ森章太郎（石森章太郎プロ）
- 連載 - テレビマガジン、てれびくん、幼稚園、めばえ、たのしい幼稚園、おともだち
- スーパーバイザー - 小野寺章（石森プロ）
- プロデュース - 梶淳（テレビ朝日）、武部直美、宇都宮孝明、大森敬仁
- 脚本 - 井上敏樹、米村正二
- 監督 - 田﨑竜太、石田秀範、舞原賢三、田村直己（テレビ朝日）、長石多可男、中澤祥次郎
- 音楽 - 斉藤恒芳
- 撮影 - いのくままさお、倉田幸治
- 助監督 - 柴﨑貴行、伊藤良一、山口恭平、杉原輝昭、越知靖、大峯靖弘、上堀内佳寿也 ほか
- アクション監督 - 竹田道弘、宮崎剛、新堀和男（ジャパンアクションエンタープライズ[注釈 8]）
- 特撮監督 - 佛田洋
- 美術 - 大嶋修一
- プロデュース補 - 谷本萌生（19 - 48）
- クリーチャーデザイン - 篠原保
- キャラクターデザイン - 早瀬マサト（石森プロ）、PLEX
- CG製作 - 特撮研究所
- 制作 - テレビ朝日、東映、ADK

## 音楽
クラシック音楽出身で、クライズラー&カンパニーでの活動を経て作曲家としてアニメや宝塚歌劇などで活躍する斉藤恒芳を、実写ドラマでは初の劇伴音楽担当に起用。ヴァイオリンが大きなテーマを占める物語に合わせ、弦楽器をフルに使ったクラシック調のBGMが多く流れ、要所では既存のショパンの曲や宝塚歌劇からの転用曲も多く使用されている。また過去編パートでは、当時のアイドルや歌手による流行歌もBGMに用いられ、1986年当時の雰囲気を引き出すのに一役買っている。

### 主題歌・挿入歌
本作品のために制作された主題歌・挿入歌は実に37曲にも登るが、そのうちの20曲を各ライダー・フォームごとに使用される固有のEDが占めている。これらは前作『電王』で好評だったED（戦闘シーン挿入歌）のキャラクターソング展開を引き継ぐ形となっているが、それぞれのキャラクターを演じる俳優・声優によって歌い分けられた『電王』と異なり、本作品では主演の瀬戸康史をヴォーカルにおいたバンド「TETRA-FANG」が結成され、大半のキャラクターソングをTETRA-FANG名義で瀬戸が歌っている。
主題歌「Break the Chain」
作詞 - 藤林聖子 / 作曲 - 鳴瀬シュウヘイ / 編曲 - 鳴瀬シュウヘイ、Tourbillon / 歌 - Tourbillon
最終回ではエンディングテーマとして使用された。

挿入歌（エンディングテーマ）
前後の平成ライダーシリーズと同様、本作品では主に戦闘時に使われる挿入歌をエンディングテーマとして扱っている。
「Destiny's Play」（8 - 10・12・17・18・22）
作詞 - 藤林聖子 / 作曲 - NKMD / 編曲 - 鳴瀬シュウヘイ / 歌 - TETRA-FANG
仮面ライダーキバ キバフォームのテーマソング。
第11・13話ではイケメンズver.が、第14話ではイケメンズver.のインストゥルメンタル版が使用され、第12・18話ではインストゥルメンタル版と併用して使用された。
「Individual-System」（15・16・20・21）
作詞 - 藤林聖子 / 作曲・編曲 - 鳴瀬シュウヘイ / 歌 - TETRA-FANG
仮面ライダーイクサのテーマソング。
「Innocent Trap」（19）
作詞 - 藤林聖子 / 作曲・編曲 - 鳴瀬シュウヘイ / 歌 - TETRA-FANG
仮面ライダーキバ バッシャーフォームのテーマソング。
「Shout in the moonlight」（23）
作詞 - 藤林聖子 / 作曲・編曲 - Ryo / 歌 - TETRA-FANG
仮面ライダーキバ ガルルフォームのテーマソング。
「Supernova」（24 - 27・29・31 - 33・37 - 39・41・42・45・48）
作詞 - 藤林聖子 / 作曲 - NAOKI MAEDA / 編曲 - 鳴瀬シュウヘイ / 歌 - TETRA-FANG
仮面ライダーキバ エンペラーフォームのテーマソング。
第42話ではインストゥルメンタル版のみ使用され、第32話ではインストゥルメンタル版と併用して使用された。
「Fight For Justice」（28・30・31・34・38・40・41・44・48）
作詞 - 藤林聖子 / 作曲・編曲 - 鳴瀬シュウヘイ / 歌 - 名護啓介（加藤慶祐）
仮面ライダーイクサのテーマソング「Individual-System」の名護啓介（加藤慶祐）歌唱によるアレンジバージョン。
第31・34・38・最終話では前後奏のみが使用され、第41話ではインストゥルメンタル版が使用された。
「Roots of the King」（34 - 37・42・43）
作詞 - 藤林聖子 / 作曲・編曲 - 鳴瀬シュウヘイ / 歌 - TETRA-FANG
仮面ライダーサガのテーマソング。
第37・42・43話では前後奏のみが使用された。
このほかに、過去編のカフェ・マル・ダムールのシーンでは1986年の本作品の放送日と同日の週に第1位を取った歌謡曲が流れている。

## 放送日程
全編通して、サブタイトルには各話ごとに音楽に関連した言葉（曲名や音楽用語）と音楽記号が用いられる。このうち音楽記号は、本リストでは全て中黒で代用する（ただし、音楽記号の位置には従っていない）。各話終了後、画面が無数の鎖により埋もれるという演出がなされている。
| 放送日         | 放送回      | サブタイトル                      | 登場ファンガイア                                                                                            | 脚本     | アクション監督    | 監督       |
| -------------- | ----------- | --------------------------------- | --- | -------- | ----------------- | ---------- |
| 2008年01月27日 | 1           | 運命・ウェイクアップ!             | - ホースファンガイア / 津上カオル（演 - 姜暢雄、 声 - 塩野勝美）                                            | 井上敏樹 | 竹田道弘          | 田﨑竜太   |
| 2月03日        | 2           | 組曲・親子のバイオリン            | - オクトパスファンガイア / 宮澤ひとみ（演 - 梅宮万紗子 、声 - 沖佳苗）                                      | 井上敏樹 | 竹田道弘          | 田﨑竜太   |
| 2月10日        | 3           | 英雄・パーフェクトハンター        | - モスファンガイア / 夏川綾（演 - 橘実里、声 - 山崎依里奈）                                                 | 井上敏樹 | 竹田道弘          | 石田秀範   |
| 2月17日        | 4           | 夢想・ワイルドブルー              | - モスファンガイア / 夏川綾（演 - 橘実里、声 - 山崎依里奈）                                                 | 井上敏樹 | 竹田道弘          | 石田秀範   |
| 2月24日        | 5           | 二重奏・ストーカーパニック        | - シープファンガイア / 倉前昇（演 - 篠田光亮、 声 - 塩野勝美）                                              | 井上敏樹 | 竹田道弘          | 舞原賢三   |
| 3月02日        | 6           | リプレイ・人間はみんな音楽        | - シープファンガイア / 倉前昇（演 - 篠田光亮、 声 - 塩野勝美）                                              | 井上敏樹 | 竹田道弘          | 舞原賢三   |
| 3月09日        | 7           | 賛歌・三ツ星闇のフルコース        | - プローンファンガイア / 犬飼伯爵（演 - 咲輝、 声 - 塩野勝美） - 六柱のサバト（8話）                        | 井上敏樹 | 竹田道弘          | 田﨑竜太   |
| 3月16日        | 8           | ソウル・ドラゴン城、怒る          | - プローンファンガイア / 犬飼伯爵（演 - 咲輝、 声 - 塩野勝美） - 六柱のサバト（8話）                        | 井上敏樹 | 竹田道弘          | 田﨑竜太   |
| 3月23日        | 9           | 交響・イクサ・フィストオン        | - フロッグファンガイア / 大村武男（演、声 - 村井克行）                                                      | 井上敏樹 | 竹田道弘          | 石田秀範   |
| 3月30日        | 10          | 剣の舞・硝子のメロディ            | - フロッグファンガイア / 大村武男（演、声 - 村井克行）                                                      | 井上敏樹 | 竹田道弘          | 石田秀範   |
| 4月06日        | 11          | ローリングストーン・夢の扉        | - イヤーウイッグファンガイア（声 - 塩野勝美）                                                               | 井上敏樹 | 竹田道弘          | 舞原賢三   |
| 4月13日        | 12          | 初ライブ・黄金のスピード          | | 井上敏樹 | 竹田道弘          | 舞原賢三   |
| 4月20日        | 13          | 未完成・ダディ・ファイト          | - ライノセラスファンガイア / 三宅徹 （演 - 神保悟志、 声 - 千々和竜策）                                     | 井上敏樹 | 竹田道弘 宮崎剛   | 田村直己   |
| 4月27日        | 14          | 威風堂々・雷撃パープルアイ        | - ライノセラスファンガイア / 三宅徹 （演 - 神保悟志、 声 - 千々和竜策）                                     | 井上敏樹 | 竹田道弘 宮崎剛   | 田村直己   |
| 5月04日        | 15          | 復活・チェックメイトフォー        | | 井上敏樹 | 竹田道弘 宮崎剛   | 長石多可男 |
| 5月11日        | 16          | プレイヤー・非情のルール          | - サバト（青）                                                                                              | 井上敏樹 | 竹田道弘 宮崎剛   | 長石多可男 |
| 5月18日        | 17          | レッスン・マイウェイ              | - シースターファンガイア / 坂口佐吉（演、声 - 紀伊修平）                                                    | 米村正二 | 竹田道弘 宮崎剛   | 石田秀範   |
| 5月25日        | 18          | カルテット・心の声を聞け          | - シースターファンガイア / 坂口佐吉（演、声 - 紀伊修平）                                                    | 米村正二 | 竹田道弘 宮崎剛   | 石田秀範   |
| 6月01日        | 19          | フュージョン・オーラの嵐          | - レディバグファンガイア（声 - 中尾隆聖） - サバト（オレンジ）（20話）                                      | 井上敏樹 | 竹田道弘 宮崎剛   | 舞原賢三   |
| 6月08日        | 20          | 夜想曲・愛の救世主                | - レディバグファンガイア（声 - 中尾隆聖） - サバト（オレンジ）（20話）                                      | 井上敏樹 | 竹田道弘 宮崎剛   | 舞原賢三   |
| 6月22日        | 21          | ラプソディー・指輪の行方          | - カメレオンファンガイア / 山下（演 - 柳ユーレイ、 声 - 酒井敬幸）                                          | 井上敏樹 | 竹田道弘 宮崎剛   | 長石多可男 |
| 6月29日        | 22          | 序曲・運命の交差点                | - カメレオンファンガイア / 山下（演 - 柳ユーレイ、 声 - 酒井敬幸）                                          | 井上敏樹 | 竹田道弘 宮崎剛   | 長石多可男 |
| 7月06日        | 23          | 変奏曲・永遠の逃亡者              | - グリズリーファンガイア / 竹内伸二（演、声 - 水橋研二）                                                    | 井上敏樹 | 竹田道弘 新堀和男 | 石田秀範   |
| 7月13日        | 24          | 皇帝・ゴールデンフィーバー        | - グリズリーファンガイア / 竹内伸二（演、声 - 水橋研二）                                                    | 井上敏樹 | 竹田道弘 新堀和男 | 石田秀範   |
| 7月20日        | 25          | ファンファーレ・女王の目醒め      | - シャークファンガイア（声 - 遠藤大輔）                                                                     | 井上敏樹 | 竹田道弘 宮崎剛   | 中澤祥次郎 |
| 7月27日        | 26          | メトロノーム・記憶のキセキ        | | 井上敏樹 | 竹田道弘 宮崎剛   | 中澤祥次郎 |
| 8月03日        | 27          | 80's・怒れるライジングブルー      | - シケーダファンガイア（声 - 三戸崇史） - クラブファンガイア（声 - 増田隆之）                               | 井上敏樹 | 竹田道弘          | 長石多可男 |
| 8月17日        | 28          | リクエスト・時を変える戦い        | - シケーダファンガイア（声 - 三戸崇史） - クラブファンガイア（声 - 増田隆之）                               | 井上敏樹 | 竹田道弘          | 長石多可男 |
| 8月24日        | 29          | 聖者の行進・我こそキング          | - ウォートホッグファンガイア / 阿鐘（演、声 - 窪寺昭）                                                      | 井上敏樹 | 竹田道弘          | 石田秀範   |
| 8月31日        | 30          | 開演・キバの正体                  | - ウォートホッグファンガイア / 阿鐘（演、声 - 窪寺昭）                                                      | 井上敏樹 | 竹田道弘          | 石田秀範   |
| 9月07日        | 31          | 喝采・母に捧げる変身              | - ウォートホッグファンガイア / 阿鐘（演、声 - 窪寺昭）                                                      | 井上敏樹 | 竹田道弘          | 石田秀範   |
| 9月14日        | 32          | 新世界・もう一人のキバ            | - ムースファンガイア / 黒沢（演、声 - 和興） - トータスファンガイア / 沼川（演 - 坂本真、声 - 下山吉光）    | 井上敏樹 | 竹田道弘 新堀和男 | 田﨑竜太   |
| 9月21日        | 33          | スーパーソニック・闘いのサガ      | - ムースファンガイア / 黒沢（演、声 - 和興） - トータスファンガイア / 沼川（演 - 坂本真、声 - 下山吉光）    | 井上敏樹 | 竹田道弘 新堀和男 | 田﨑竜太   |
| 9月28日        | 34          | ノイズ・破壊の旋律                | - ホースフライファンガイア / 楓（演 - 宮下ともみ、 声 - 峯香織）                                            | 井上敏樹 | 竹田道弘          | 長石多可男 |
| 10月05日       | 35          | ニューアレンジ・飛翔のバラ        | - ホースフライファンガイア / 楓（演 - 宮下ともみ、 声 - 峯香織）                                            | 井上敏樹 | 竹田道弘          | 長石多可男 |
| 10月12日       | 36          | 革命・ソードレジェンド            | - ラットファンガイア（声 - 石野竜三）                                                                       | 井上敏樹 | 竹田道弘          | 中澤祥次郎 |
| 10月19日       | 37          | トライアングル・キングが斬る      | - ラットファンガイア（声 - 石野竜三）                                                                       | 井上敏樹 | 竹田道弘          | 中澤祥次郎 |
| 10月26日       | 38          | 魔王・母と子の再会                | - マンティスファンガイア（声 - 武虎） - 再生ファンガイア軍団                                                | 井上敏樹 | 竹田道弘          | 田﨑竜太   |
| 11月09日       | 39          | シャウト・狙われた兄弟            | - マンティスファンガイア（声 - 武虎） - 再生ファンガイア軍団                                                | 井上敏樹 | 竹田道弘          | 田﨑竜太   |
| 11月16日       | 40          | アンコール・名護イクサ爆現        | - シームーンファンガイア（声 - 石上裕一）                                                                   | 井上敏樹 | 竹田道弘          | 石田秀範   |
| 11月23日       | 41          | ララバイ・心を解き放て            | - シームーンファンガイア（声 - 石上裕一）                                                                   | 井上敏樹 | 竹田道弘          | 石田秀範   |
| 11月30日       | 42          | パワー・オブ・ラブ・王の怒り      | - サンゲイザーファンガイア（声 - 塩野勝美、金山一彦） - シルクモスファンガイア（声 - 勝生真沙子）           | 井上敏樹 | 竹田道弘          | 舞原賢三   |
| 12月07日       | 43          | 結婚行進曲・別れの時              | - サンゲイザーファンガイア（声 - 塩野勝美、金山一彦） - シルクモスファンガイア（声 - 勝生真沙子）           | 井上敏樹 | 竹田道弘          | 舞原賢三   |
| 12月14日       | 44          | パンク・バックトゥ・ファーザー    | - ポーラベアーファンガイア（声 - 江川大輔）                                                                 | 井上敏樹 | 竹田道弘          | 長石多可男 |
| 12月21日       | 45          | ウィズユー・最後の変身            | - サバト（赤）                                                                                              | 井上敏樹 | 竹田道弘          | 長石多可男 |
| 2009年01月04日 | 46          | 終止符・さらば音也                | - スワローテイルファンガイア - 再生ファンガイア軍団 - バットファンガイア・リボーン（声 - 酒井敬幸）（48話） | 井上敏樹 | 竹田道弘          | 石田秀範   |
| 1月11日        | 47          | ブレイク・ザ・チェーン・我に従え! | - スワローテイルファンガイア - 再生ファンガイア軍団 - バットファンガイア・リボーン（声 - 酒井敬幸）（48話） | 井上敏樹 | 竹田道弘          | 石田秀範   |
| 1月18日        | 48 (FINALE) | フィナーレ・キバを継ぐ者          | - スワローテイルファンガイア - 再生ファンガイア軍団 - バットファンガイア・リボーン（声 - 酒井敬幸）（48話） | 井上敏樹 | 竹田道弘          | 石田秀範   |

## 評価
バンダイ関連商品のIP別売上高は、本作品が放送された2008年は87億円と発表され、前作『仮面ライダー電王』の放送した2007年の115億円を下回る結果となった。

## 他媒体展開
以下の各作品における詳細については、リンク先の各項目を参照。

### 映像ソフト化
テレビシリーズのDVDは2008年8月8日 - 2009年7月21日にかけて全12巻（各巻4話収録）が発売された。また2008年7月21日発売の「石ノ章太郎生誕70周年記念DVD-BOX」や、2009年8月7日の「仮面ライダーディケイドVol.2」の初回生産限定版には、映像特典として第1話が収録されている。

### 他テレビシリーズ
『炎神戦隊ゴーオンジャー』
2008年4月6日放送分のエンディングの一部に紅渡とキバットバットIII世が登場。
『仮面ライダーディケイド』
紅渡 / 仮面ライダーキバ、紅音也 / 仮面ライダーダークキバ、アームズモンスター、糸矢僚 / スパイダーファンガイアがオリジナルキャストで登場。また、他ファンガイア、仮面ライダーイクサ、仮面ライダーサガ、仮面ライダーレイも登場。
『仮面ライダーウィザード』
第52・53話に仮面ライダーキバとファンガイアが登場。
『仮面ライダージオウ』
仮面ライダーキバが2068年の世界に歴代平成仮面ライダーの銅像のひとつとして登場。
EP34のエピローグで仮面ライダーキバが登場。EP35・36に次狼 / ガルル、バッシャー、ドッガが登場。
また、EP36には本作品にて麻生ゆりを演じた高橋ユウもカメオ出演している。平成仮面ライダー20作品記念公式サイトでは「ゆりに似ているが、おそらくは他人の空似であろう」と紹介されている。
『仮面ライダーガッチャード』
第33話に仮面ライダーダークキバが登場。

### テレビスペシャル
『仮面ライダーG』
『SmaSTATION!!Presents SMAPがんばりますっ!!』内で放送された作品。仮面ライダーキバが登場。

### 映画
『劇場版 仮面ライダー電王&キバ クライマックス刑事』（2008年4月12日公開）
『仮面ライダー電王』と本作品のクロスオーバー作品。
『劇場版 仮面ライダーキバ 魔界城の王』（2008年8月9日公開）
本作品の単独映画作品。
『劇場版 超・仮面ライダー電王&ディケイド NEOジェネレーションズ 鬼ヶ島の戦艦』（2009年5月1日公開）
『仮面ライダー電王』と『仮面ライダーディケイド』のクロスオーバー作品。次狼、力、ラモンが登場。
『劇場版 仮面ライダーディケイド オールライダー対大ショッカー』（2009年8月8日公開）
『仮面ライダーディケイド』の単独作品。仮面ライダーキバ、仮面ライダーイクサ、ファンガイアが登場。
『仮面ライダー×仮面ライダー W&ディケイド MOVIE大戦2010』（2009年12月12日公開）
『仮面ライダーW』と『仮面ライダーディケイド』をメインとしたクロスオーバー作品。仮面ライダーキバ、紅渡、ファンガイアが登場。
『オーズ・電王・オールライダー レッツゴー仮面ライダー』（2011年4月1日公開）
『仮面ライダーオーズ/OOO』と『仮面ライダー電王』をメインとしたクロスオーバー作品。仮面ライダーキバと仮面ライダーイクサ、仮面ライダーダークキバ、ファンガイアが登場。
スーパーヒーロー大戦シリーズ
いずれも仮面ライダーシリーズとスーパー戦隊シリーズのクロスオーバー作品。
『仮面ライダー×スーパー戦隊 スーパーヒーロー大戦』（2012年4月21日公開）
仮面ライダーキバ、ファンガイアが登場。
『平成ライダー対昭和ライダー 仮面ライダー大戦 feat.スーパー戦隊』（2014年3月29日公開）
仮面ライダーキバが登場。
『スーパーヒーロー大戦GP 仮面ライダー3号』（2015年3月21日公開）
仮面ライダーキバが登場。
『仮面ライダー×仮面ライダー 鎧武&ウィザード 天下分け目の戦国MOVIE大合戦』（2013年12月14日公開）
『仮面ライダー鎧武/ガイム』と『仮面ライダーウィザード』のクロスオーバー作品。武神キバが登場。
『劇場版 仮面ライダービルド Be The One』（2018年8月4日公開）
『仮面ライダービルド』の単独作品。仮面ライダーキバが登場。
『平成仮面ライダー20作記念 仮面ライダー平成ジェネレーションズ FOREVER』（2018年12月22日公開）
『仮面ライダージオウ』と『仮面ライダービルド』をメインとしたクロスオーバー作品。仮面ライダーキバが登場。
『劇場版 仮面ライダージオウ Over Quartzer』（2019年7月26日公開）
『仮面ライダージオウ』の単独作品。仮面ライダーキバが登場。
『仮面ライダー 令和 ザ・ファースト・ジェネレーション』（2019年12月21日公開）
『仮面ライダージオウ』と『仮面ライダーゼロワン』をメインとしたクロスオーバー作品。仮面ライダーキバが登場。
『セイバー+ゼンカイジャー スーパーヒーロー戦記』（2021年7月22日公開）
仮面ライダー50周年×スーパー戦隊45作品記念。仮面ライダーキバが登場。

### アドベンチャーバトルDVD
『仮面ライダーキバ アドベンチャーバトルDVD 〜キミもキバになろう〜』
てれびくん特典応募DVD。キバの同作品限定の形態、ドガバキエンペラーフォームが登場する。
同誌のプレゼント映像作品としては初のDVD-Video機能による物語が選択で分岐するアドベンチャー形式が導入され、バッドエンドが存在するなど、ゲーム感覚で楽しめる構成となっている。次作『ディケイド』、『オーズ』、『仮面ライダーフォーゼ』でも、この機能によるアドベンチャー形式が踏襲されている。
ストーリー
キバになりたいという少年「キミ」（本作品の視聴者）が渡、音也、名護のところにやってきた。名護によるイクササイズ体操で特訓し、音也の実践を受けた「キミ」は見事キバへと変身する。この少年はあくまでも手だけで顔は意図的に映されないように演出されている。
キャスト
- 紅渡：瀬戸康史
- 紅音也：武田航平
- 名護啓介：加藤慶祐
- キバットの声：杉田智和
- タツロットの声：石田彰
- 少年の声：比嘉久美子

スーツアクター
- 仮面ライダーキバ - 高岩成二
- 岡元次郎
- 藤井祐伍
- 村岡弘之
- 神尾直子
- 斉藤英長
- 内川仁朗
- 永徳
- 橋本恵子

スタッフ
- 監督：柴﨑貴行
- 原作：石ノ森章太郎
- 脚本：石橋大助
- 音楽：斉藤恒芳
- アクション監督：竹田道弘
- 製作・発行：小学館

『仮面ライダーディケイド 超アドベンチャーDVD 守れ！〈てれびくんの世界〉』
『仮面ライダーディケイド』のオリジナルDVD。仮面ライダーキバが登場。

### 漫画
『仮面ライダーキバ』
テレまんがヒーローズにて藤沢真行によるコミック版が掲載。

### 小説
『小説 仮面ライダーキバ』
講談社キャラクター文庫、2013年3月7日発売。著：古怒田健志、監修：井上敏樹 ISBN 978-4-06-314859-6
テレビシリーズの内容をコンパクトに再構成した内容となっており、静香の年齢が高校生に引き上げられる、名護の人物像が大きく異なるなどといった相違点がある。

### プラネタリウム映画
『仮面ライダーキバ&電王 デンライナー宇宙へ!』
2008年5月17日公開。仮面ライダーキバが登場。

### Web配信ドラマ
『dビデオスペシャル 仮面ライダー4号』
dビデオで配信される上記の『スーパーヒーロー大戦GP 仮面ライダー3号』のスピンオフ作品。仮面ライダーダークキバが登場。
『仮面ライダーブレイブ〜Surviveせよ！復活のビーストライダー・スクワッド！〜』
2017年2月19日から東映特撮ファンクラブにて配信開始。テレビ・映画とは別媒体で展開される『仮面ライダーエグゼイド』のスピンオフ作品。仮面ライダーダークキバが登場。
『ドライブサーガ 仮面ライダーブレン』
『仮面ライダードライブ』のスピンオフ作品。仮面ライダーダークキバが登場。
『仮面ライダーガッチャードVS仮面ライダーレジェンド』
2023年11月5日より東映特撮ファンクラブにて配信開始。テレビ・映画とは別媒体で展開される『仮面ライダーガッチャード』のスピンオフ作品。仮面ライダーキバが登場。

## CS放送・ネット配信
CS放送
- 東映チャンネル：2011年7月 - 2012年1月、2013年8月 - 2014年1月（いずれも「石ノ森章太郎劇場」枠）
- テレ朝チャンネル1：2016年3月 - 2017年2月
- ファミリー劇場：2017年5月 - 2018年5月

ネット配信
- 東映特撮YouTube Official：2014年4月21日 - 10月10日、2019年5月24日 - 11月1日
- 東映特撮BB：2014年6月（6月期の月間ピックアップとして全話配信）
- 東映特撮ニコニコおふぃしゃる：2015年1月4日 - 11月29日

## 備考
- 2007年12月30日に放送された『クレヨンしんちゃん』と『ドラえもん』の合同特番『冬だっ! 休みだっ!! クレヨンしんちゃん&ドラえもん! 朝からどドーンと150分SP』では、番組中でしんのすけと共演する形で本作品の映像やオープニングソングの一部がいち早く紹介された。主演の瀬戸も登場し、前作『電王』の主演・佐藤健と引き継ぎを兼ねる形で同時に変身ポーズを披露している。
- 夏休み期間中に鉄道会社で行われるスタンプラリーが2008年に続き阪急阪神東宝グループ系列（阪急・阪神・能勢）鉄道で開催された[50]。